# Gornji Lakoš
Gornji Lakoš (węg. Felsőlakos) – wieś w Słowenii, w gminie Lendava. 1 stycznia 2018 liczyła 365 mieszkańców.